# Jovtneve, Sofiivka
Jovtneve (în ucraineană Жовтневе) este localitatea de reședință a comunei Jovtneve din raionul Sofiivka, regiunea Dnipropetrovsk, Ucraina.

## Demografie
Componența lingvistică a localității Jovtneve
     Ucraineană (96,56%)
     Rusă (2,99%)
     Alte limbi (0,3%)
Conform recensământului din 2001, majoritatea populației localității Jovtneve era vorbitoare de ucraineană (96,56%), existând în minoritate și vorbitori de rusă (2,99%).